# Cameretten
Das Cameretten ist das älteste – und auch das größte – Kabarettfestival in den Niederlanden. Von seiner Gründung 1966 bis 1987 fand das Festival in Delft statt, seit 1988 in Rotterdam. Der Name des Festivals leitet sich vom Straßennamen des ersten Veranstaltungsortes in der Delfter Kornbeurs ab.

## Geschichte
1966 richtet die Studentenvereinigung Societas Studiosorum Reformatorum Delft das erste Festival in der Delfter Koornbeurs aus. In den folgenden Jahren entwickelte es sich immer mehr zu einem Kabarettwettbewerb, mit Vorentscheidungsrunden in verschiedenen Delfter Bars und Clubs und mittlerweile sogar landesweit. Die Abschlussveranstaltung fand bis 1987 in der Aula der TU Delft statt.
Seit 1988 findet das Abschlussevent im Luxor Theater in Rotterdam statt.

## Auswahlverfahren der Künstler, Ablauf des Festivals
Zum heutigen Zeitpunkt finden überall in den Niederlanden die Vorentscheidungsrunden statt. Aus allen Teilnehmern werden die neun besten durch eine Jury ausgewählt und haben die Möglichkeit an einem Wochenendworkshop teilzunehmen. Dieser ist traditionell in der Woche vor dem Abschlussevent. Während des Festivals im Luxor treten pro Abend drei Kabarettisten auf. An allen drei Abenden wird ein Gewinner durch eine Jury gewählt, die drei Gewinner treten samstags abends nacheinander beim Festivalfinale auf und der Gesamtgewinner wird durch Publikumsentscheid ermittelt.